# 11815 Viikinkoski
11815 Viikinkoski è un asteroide della fascia principale. Scoperto nel 1981, presenta un'orbita caratterizzata da un semiasse maggiore pari a 2,5799474 UA e da un'eccentricità di 0,1695045, inclinata di 3,47868° rispetto all'eclittica.